# Vosne-Romanée
Vosne-Romanée ist eine französische Gemeinde und ein Weinbauort mit 341 Einwohnern (Stand 1. Januar 2022) in der Region Bourgogne-Franche-Comté, im Département Côte-d’Or. Die Gemeinde liegt ca. 18 km südlich von Dijon und grenzt an die Weinbauorte Nuits-Saint-Georges und Vougeot. Vor den Toren der kleinen Ortschaft wachsen einige der teuersten und gesuchtesten Rotweine der Welt. Im Dorf befindet sich auch der Sitz des Weinguts Domaine de la Romanée-Conti, dessen Ruf die Gemeinde weltweit bekannt gemacht hat. Der Name „Romanée“ wurde im Jahr 1866 an den Ortsnamen Vosne angefügt.

## Bevölkerungsentwicklung
| Jahr                       | 1962 | 1968 | 1975 | 1982 | 1990 | 1999 | 2009 | 2016 |
| Einwohner                  | 658  | 654  | 613  | 530  | 646  | 460  | 419  | 350  |
| Quellen: Cassini und INSEE |      |      |      |      |      |      |      |      |

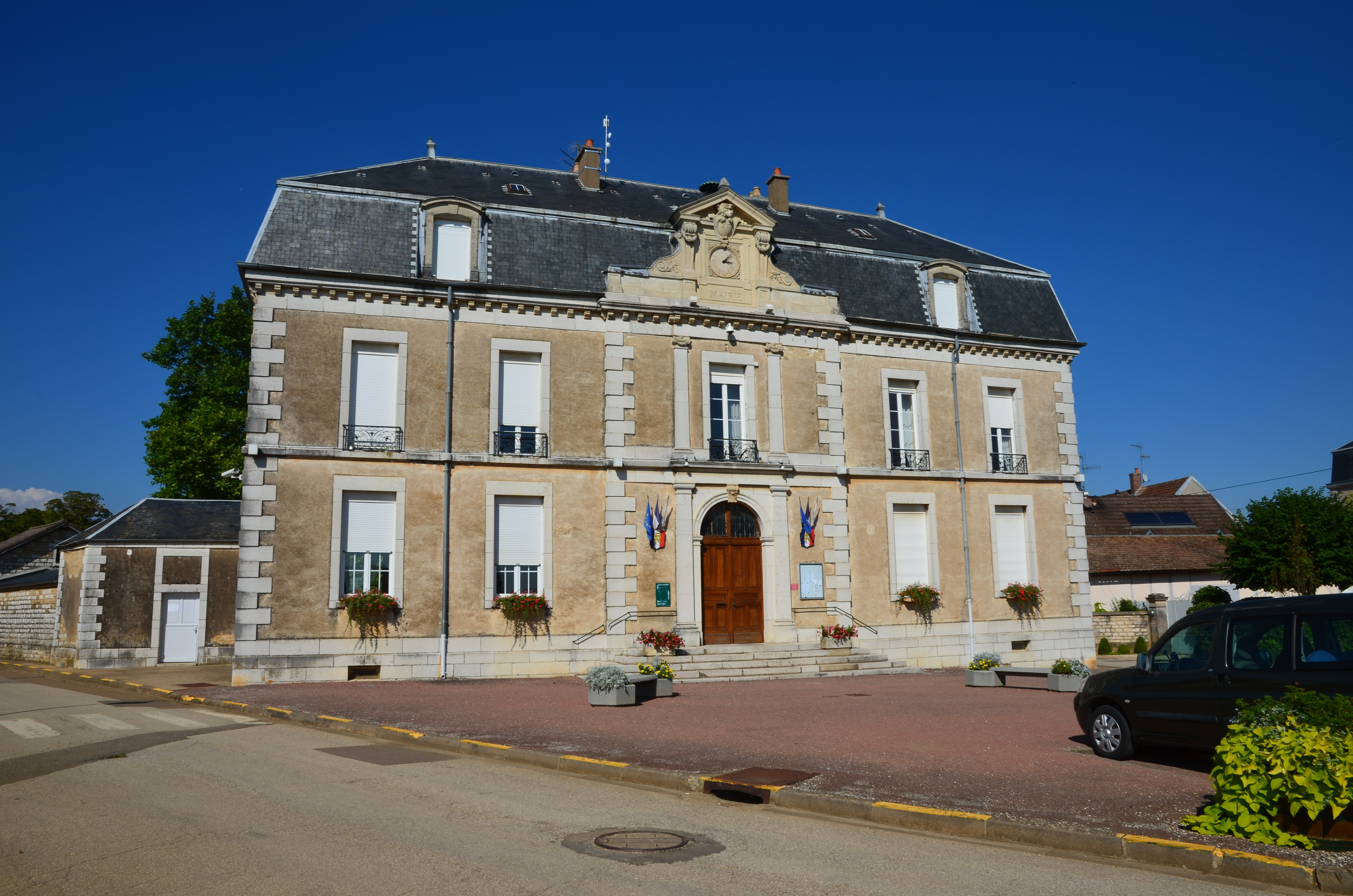
Mairie Vosne-Romanée
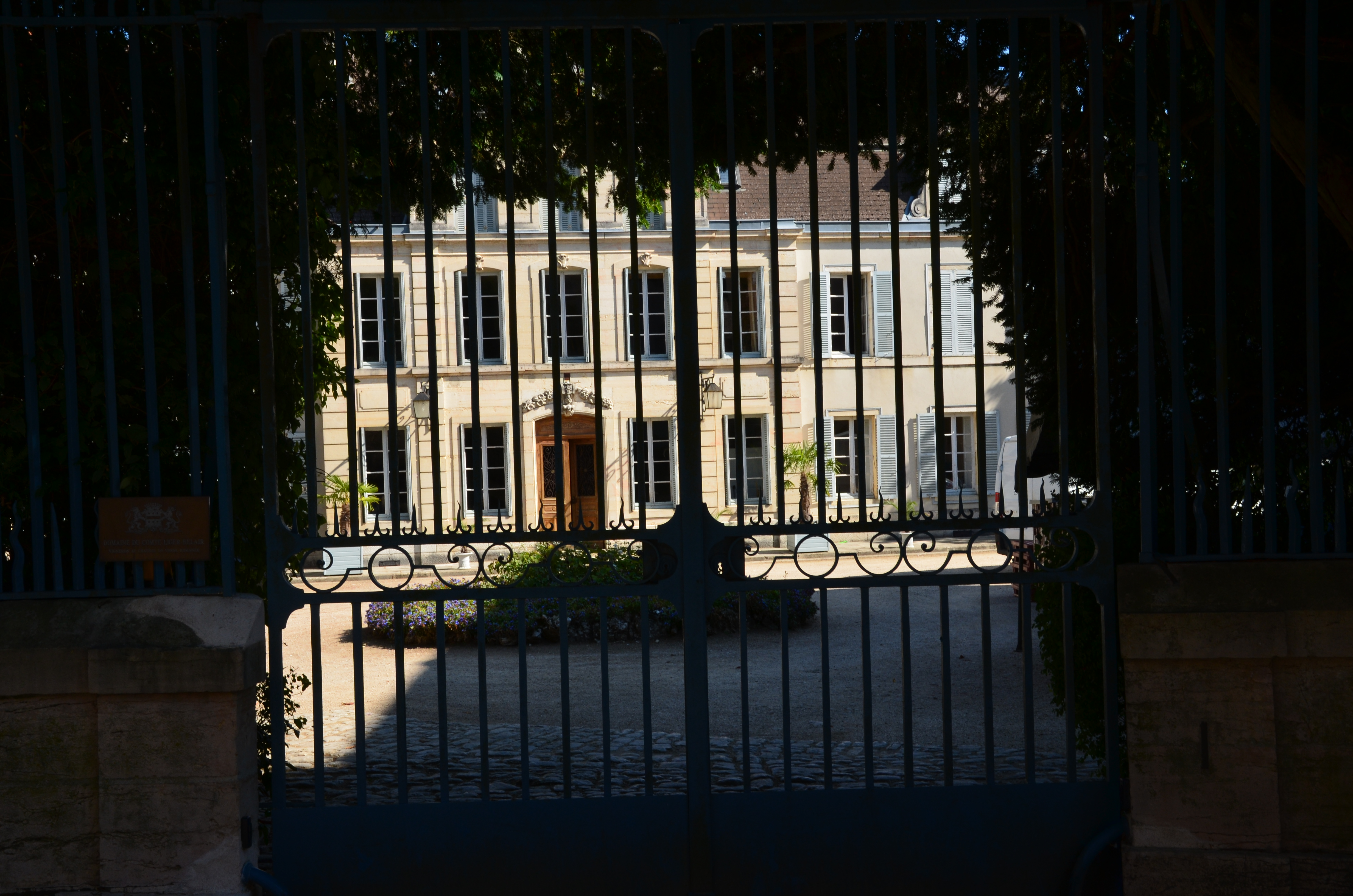
Domaine Du Comte Liger Belair
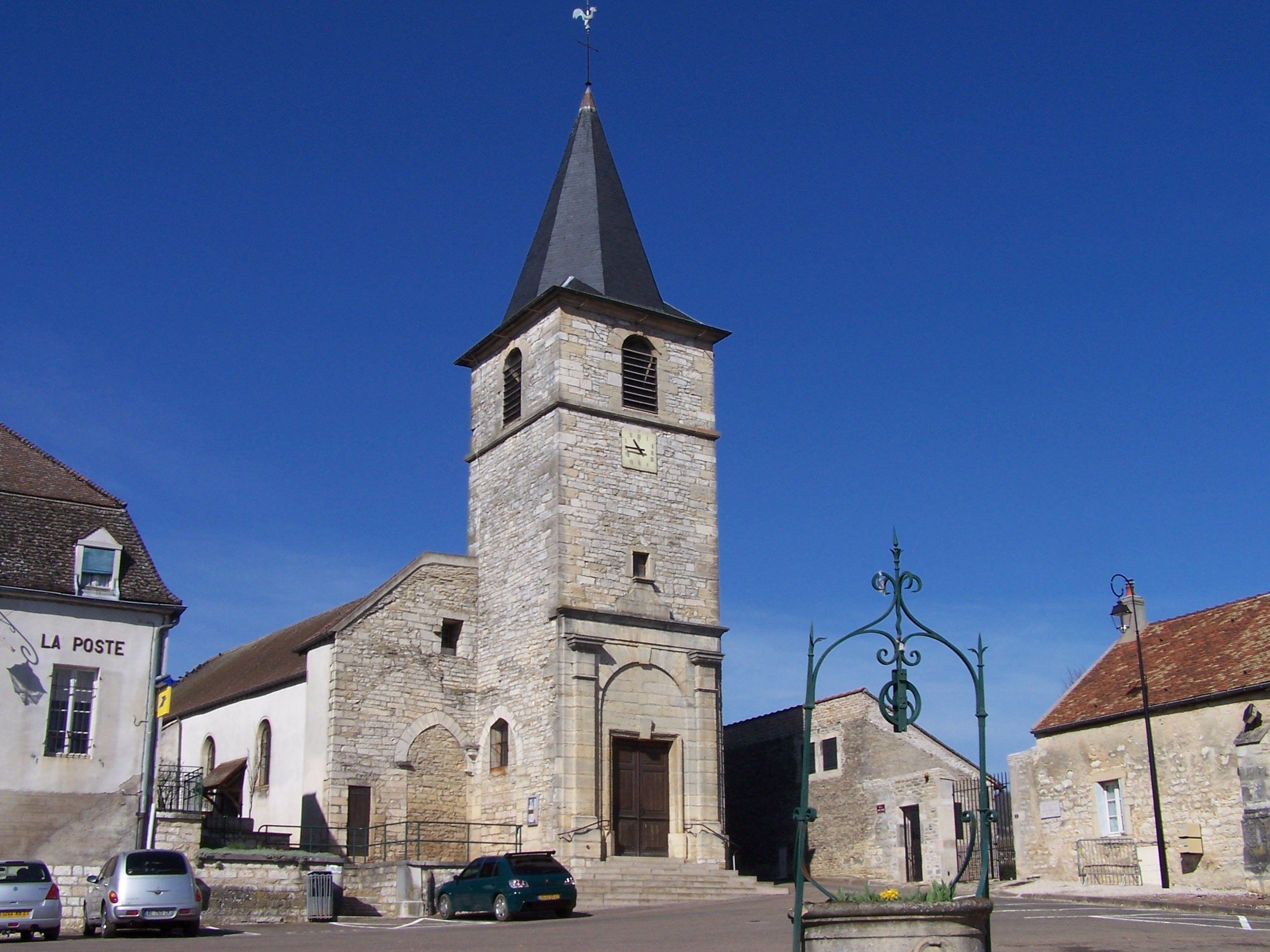
Dorfmitte, rechts die Domaine de la Romanée-Conti

## Weinbau
Die Weinberge von Vosne-Romanée gelten als kostbar und wertbeständig. Sie sollen bereits in römischer Zeit angelegt worden sein. Seit dem 13. Jahrhundert gibt es eine Tradition und Kontinuität in der Herstellung qualitätvoller Weine.
Die Struktur der hochwertigsten Rotweine des Gebietes bezeichnen Weinkenner als eine Balance aus Wucht und Finesse bei hoher Komplexität und langer Haltbarkeit. Auch die geologischen und geographischen Gegebenheiten der Weinbergslagen werden mit der Weinqualität in Zusammenhang gebracht. Demnach weist der Boden im Gebiet um Vosnée-Romanée eine spezielle Mischung aus weißem Oolith, mergelhaltigem Premeaux-Kalkstein sowie braunen, lehmig-kalkigen Schichten auf. Der Hang fällt leicht zum Ort hin ab, was die Sonnenbestrahlung, das Wachstum der Reben, die Traubenreife und damit auch die Aromenbildung in besonderer Weise beeinflusst.

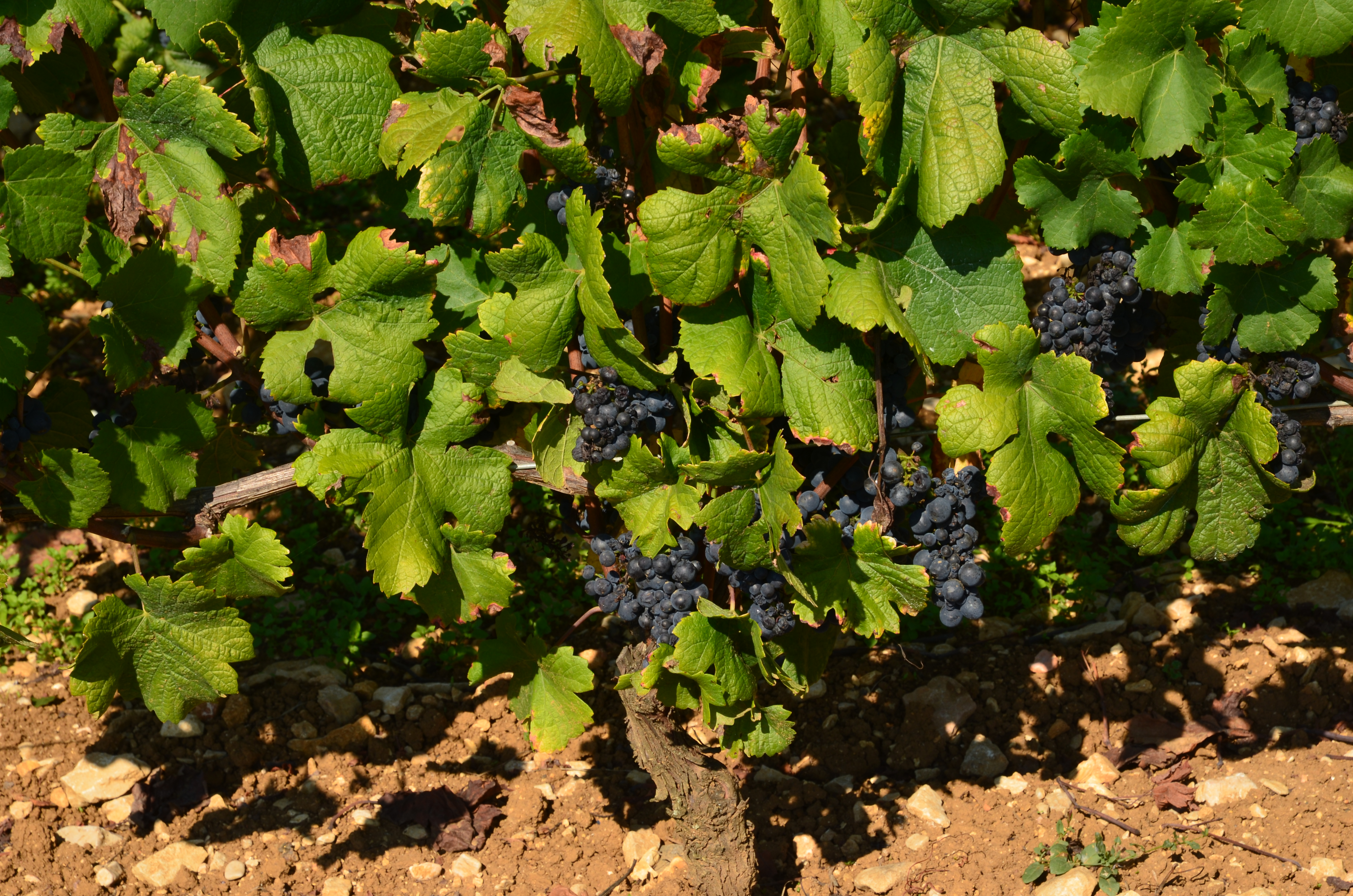
Rebe „Romanée-Saint-Vivant“ 2016

### Lagen-Klassifikation
Die Appellation Vosne-Romanée (gegründet 1936) hat eine Gesamtrebfläche von 156 Hektar. Davon bilden die als Vosne-Romanée-Village klassifizierten Lagen die Basis des Gebietes. Eine höhere Kategorie stellen die 16 Premier-Cru-Lagen (insgesamt 57 Hektar) dar. Die acht als Grand-Cru-Lagen deklarierten Weinberge sind die höchste Qualitätsstufe dieser Klassifikation. Angebaut werden ausschließlich Rotweine aus der Rebsorte Pinot noir.

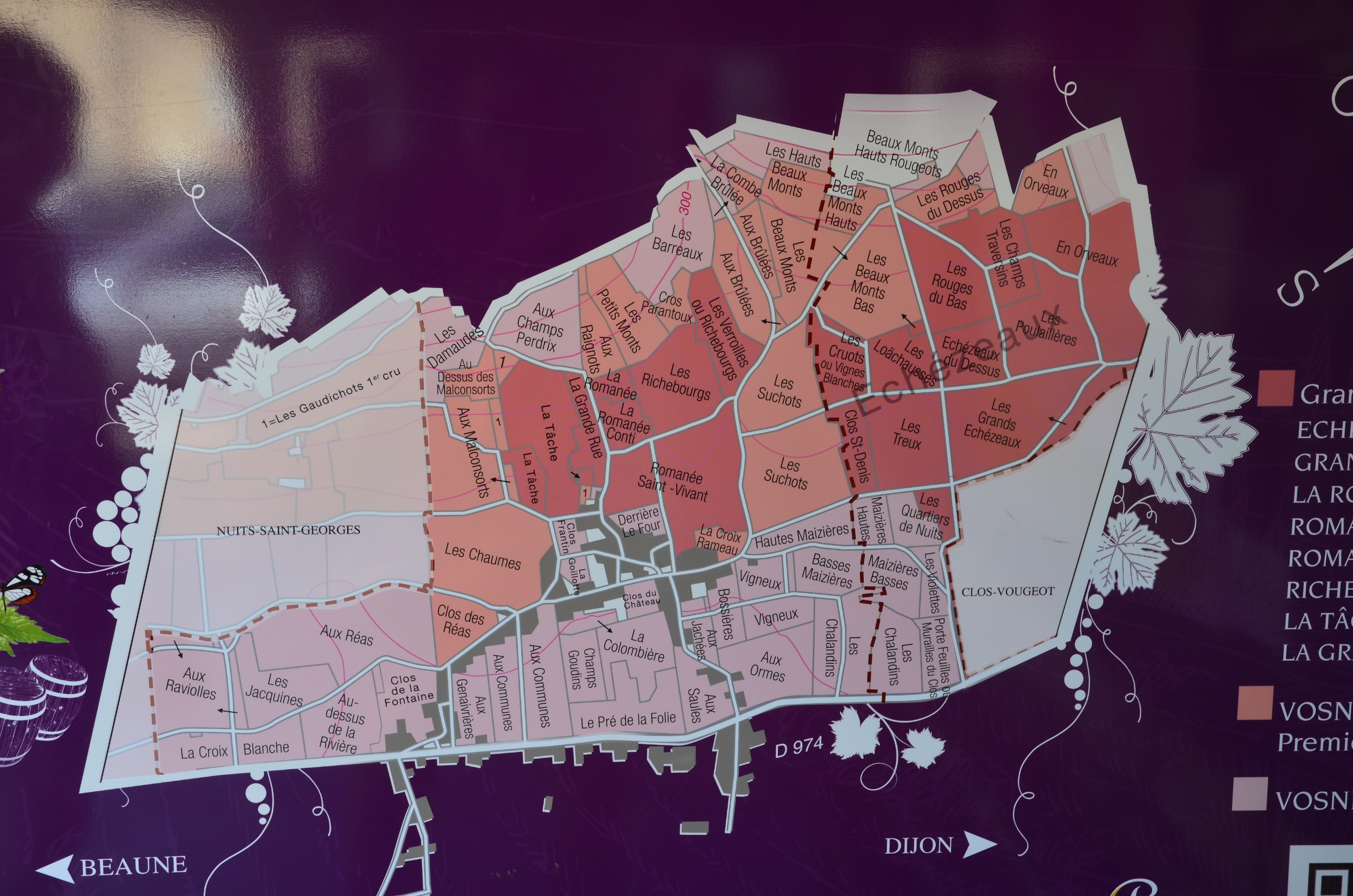
Übersichtsplan der einzelnen Lagen
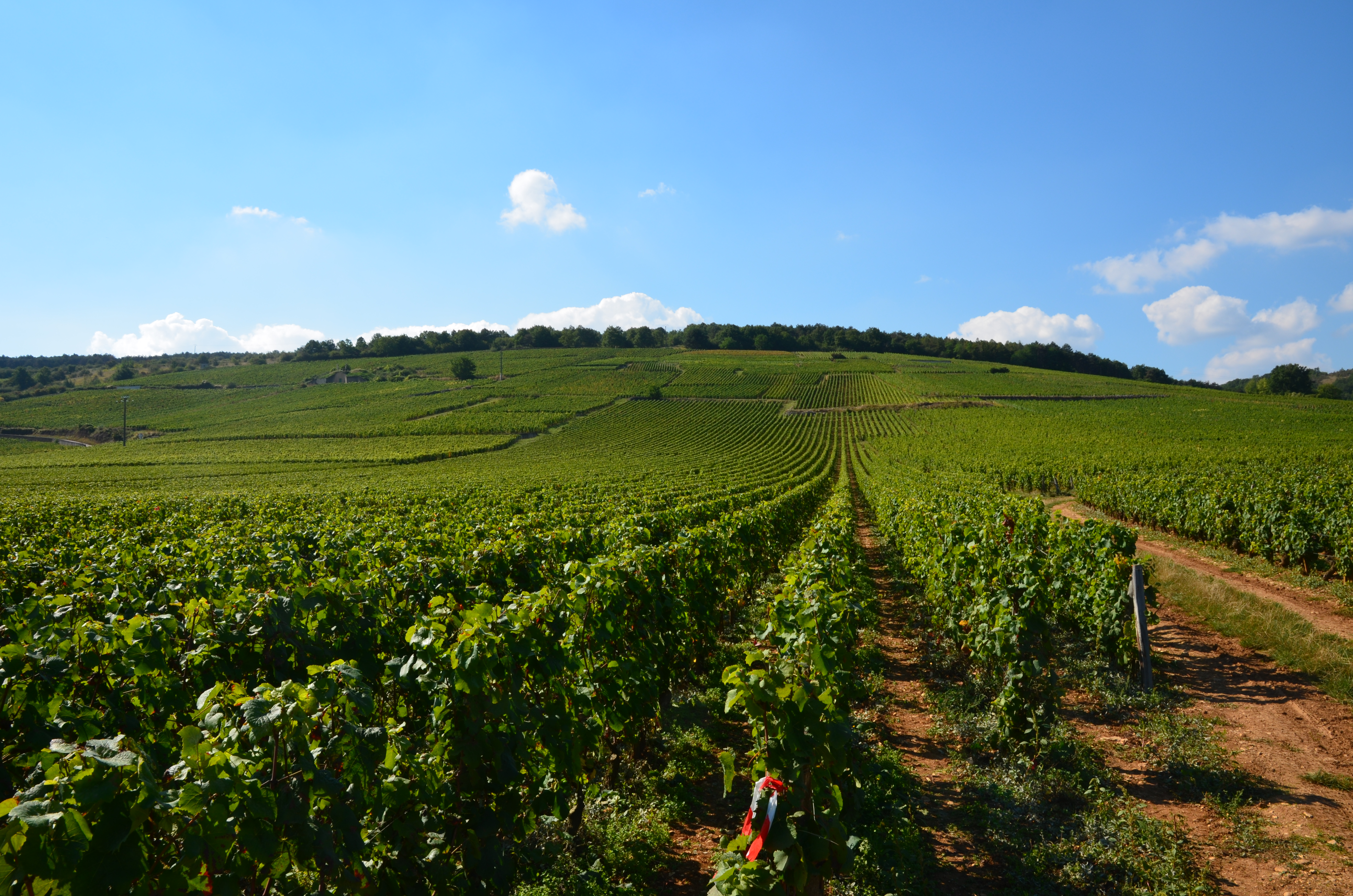
Vorne die Lage „Richebourgs“, hinten links „Les Petits Monts“ und hinten rechts „Cros Parantoux“

Als beste Premier Cru-Lagen werden betrachtet: Les Suchots (12,12 Hektar), Les Hauts Beaumonts (zusammen mit der Gemarkung Les Bas Beaumonts 11,39 Hektar), Aux Malconsorts (5,86 Hektar), Aux Brûlées (4,53 Hektar gemeinsam mit La Combe Brûlée), Cros-Parantoux (1,01 Hektar), Aux Reignots (1,62 Hektar) und Les Petits Monts (3,67 Hektar).
Weitere Premier Cru-Lagen sind: Les Bas Beaumonts (zusammen mit der Gemarkung Les Hauts Beaumonts 11,39 Hektar), Clos des Réas (2,12 Hektar), La Combe Brûlée, La Croix Rameau (0,60 Hektar), Les Gaudichots (0,81 Hektar, nachdem 0,22 Hektar im Besitz der Familie Lamarche 1992 dem Grand Cru La Grande Rue zugeschlagen wurden), Les Chaumes (6,46 Hektar), Au Dessus des Malconsorts (1,08 Hektar), En Orveaux (1,79 Hektar) und Les Rouges du Dessus (2,62 Hektar).
Die Grand-Cru-Lagen sind:
- Romanée-Conti: (1,80 ha), Monopollage der Domaine de la Romanée-Conti, Basisertrag 35 Hektoliter pro Hektar pro Jahr,[8]
- La Romanée: (0,85 Hektar), Monopollage der Familie Comte Liger-Belair, Basisertrag 35 Hektoliter pro Hektar pro Jahr,[7][8]
- La Tâche: (6,06 Hektar), Monopollage der Domaine de la Romanée-Conti, Basisertrag 35 Hektoliter pro Hektar pro Jahr,[7][8]
- Richebourg: (8,03 Hektar), Basisertrag 35 Hektoliter pro Hektar pro Jahr,[7][8]
- Romanée-Saint-Vivant: (9,43 Hektar), Basisertrag 35 Hektoliter pro Hektar pro Jahr,[7][8]
- La Grande Rue: (1,65 Hektar), Monopollage der Domaine Francois Lamarche.[7]
- Grands Echézeaux
- Echézeaux

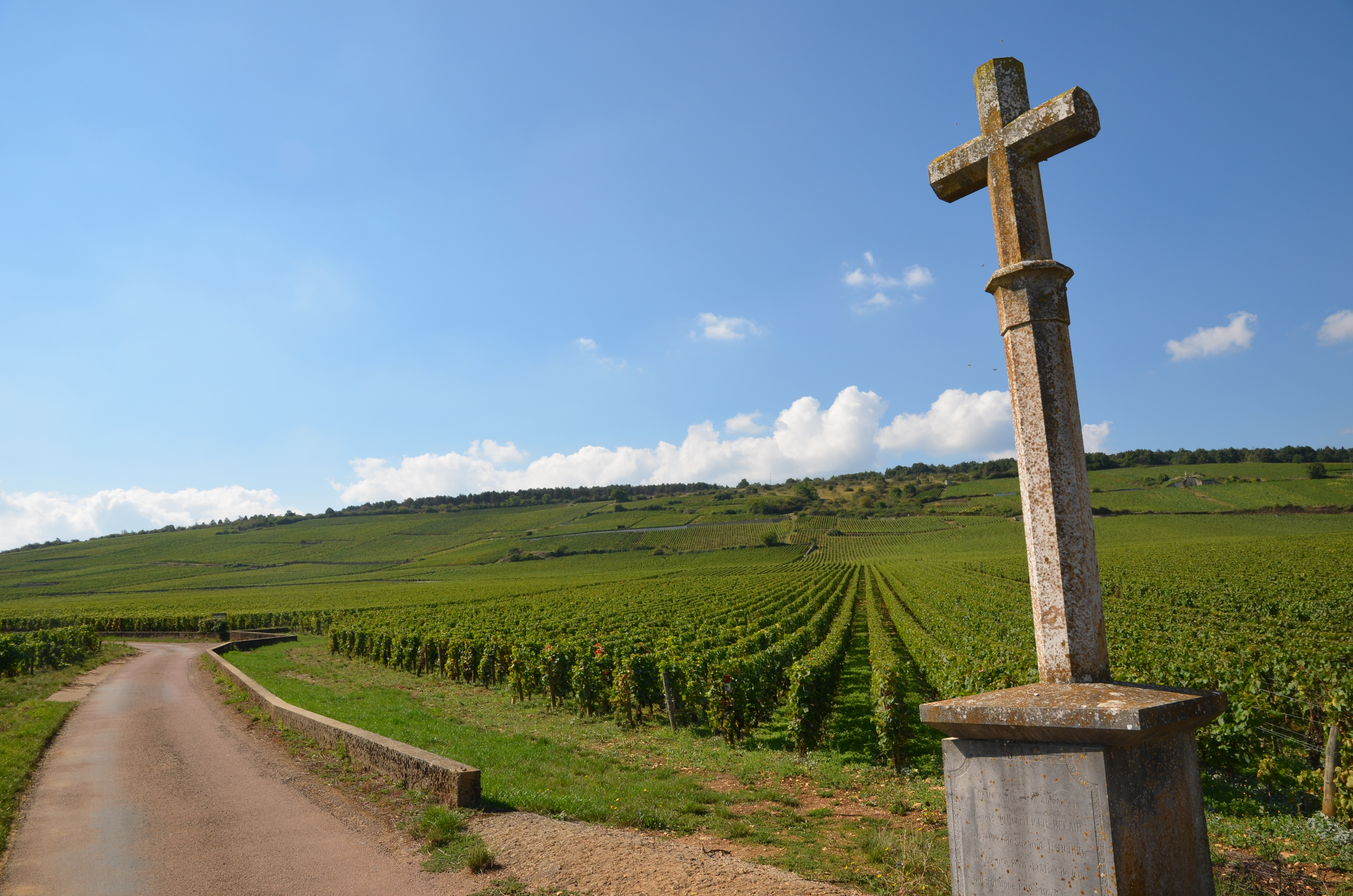
Die Lage „La Tâche“
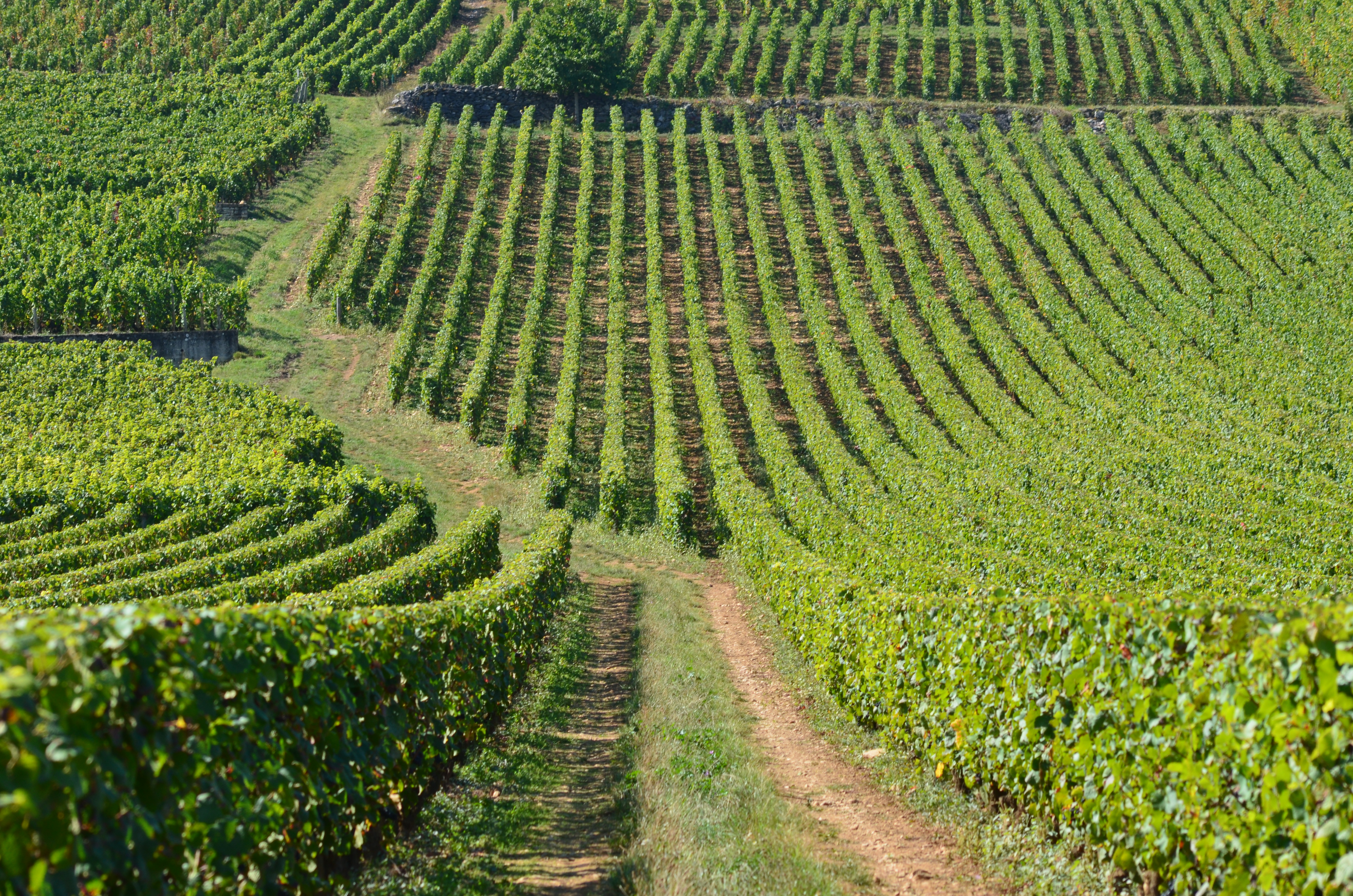
Die Lagen „Romanée-Conti“ links und „Les Richebourgs“ rechts im Jahr 2016